# Lissonota kurilensis
Lissonota kurilensis là một loài tò vò trong họ Ichneumonidae.